# Duarte Pacheco
Duarte José Pacheco, né à Loulé, paroisse de São Clemente, le 19 avril 1900 et mort à Setúbal, le 16 novembre 1943, est un ingénieur et homme d'État portugais.

## Biographie
Il est le dernier des quatre fils et sept filles de José de Azevedo Pacheco, commissaire de police de Loulé, et de son épouse Maria do Carmo Pontes Bota, femme de chambre, et le neveu de Marçal de Azevedo Pacheco.
À l'âge de 17 ans, il entre à l'Instituto Superior Técnico de l'Université technique de Lisbonne, où il obtient son diplôme en 1923 en génie électrique. Un an plus tard, il est engagé comme assistant et en 1925, il est déjà professeur titulaire, enseignant les mathématiques générales. En 1926, il devient directeur par intérim de l'IST et, le 10 août 1927, le conseil d'école décide à l'unanimité de sa nomination comme directeur effectif.
En 1928, à tout juste 29 ans, il occupe pour la première fois un poste politique, lorsqu'il est nommé ministre de l'Instruction publique, n'exerçant ces fonctions que durant quelques mois. Le 18 avril, il prend ses fonctions et le 10 novembre 1928 suivant, il démissionne. Ce fut le premier gouvernement de José Vicente de Freitas, avec Óscar Carmona à la présidence de la république.
À cette époque, il a une mission qui s'avère déterminante pour le XXe siècle portugais : il se rend à Coimbra pour convaincre Salazar de revenir au portefeuille des Finances. Salazar a été déçu par l'expérience précédente des cinq jours amers au cours desquels, il a participé au gouvernement Mendes Cabeçadas et par la disgrâce financière du général João José Sinel de Cordes, avec qui il avait essayé de collaborer. C'est Duarte Pacheco qui négocie les conditions extraordinaires selon lesquelles Salazar veut revenir au poste. La mission est réussie, à tel point que Salazar prend ses fonctions le 28 avril de la même année.
C'est sous la direction de Duarte Pacheco que débute la construction de l'Instituto Superior Técnico de Lisbonne, édifiant ce qui deviendra le premier campus universitaire portugais.
Mais, c'est à 33 ans que Duarte Pacheco trouve son propre destin. En 1932, il est de nouveau invité par Salazar, qui admirait son caractère, à participer au gouvernement. Le 5 juillet, il prend pour la première fois le portefeuille des Travaux publics et des Communications dans le gouvernement Salazar, jusqu'au 18 janvier 1936, date à laquelle il quitte ses fonctions. Cependant, le 1er juillet 1933, il est décoré de la Grand-Croix de l'Ordre du Christ.

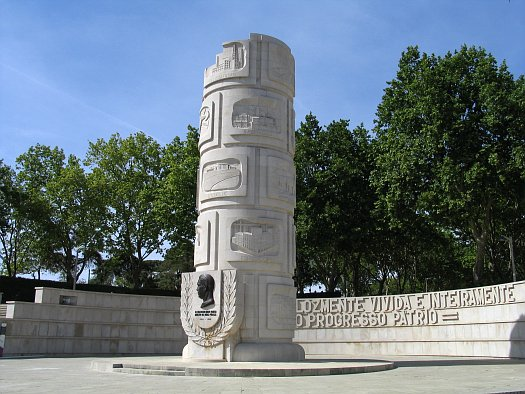
Monument à Duarte Pacheco à Loulé.

En 1936, dans le décours d'une réforme de la corporation politique, Duarte Pacheco est écarté du gouvernement, retournant à l'Instituto Superior Técnico. Politiquement blessé, il prophétise qu' « ils viendront en pèlerinage pour s'excuser et me supplier de revenir ». La prophétie s'est réalisée. Car le 1er janvier 1938, Duarte Pacheco est nommé président du conseil municipal de Lisbonne, et des mois plus tard, le 25 mai 1938, en outre, il est à nouveau ministre du gouvernement, occupant le portefeuille des Travaux publics et des Communications. Le 18 décembre 1940, il est décoré de la Grand-Croix de l'Ordre de Sant'Iago de l'Épée, du Mérite Scientifique, Littéraire et Artistique.

## Mort
Le matin du 15 novembre 1943, Duarte Pacheco se rend à Vila Viçosa afin de s'informer des travaux en cours pour la construction de la statue du roi Jean IV, mais il souhaite parvenir à temps au Conseil des ministres, prévu pour l'après midi. De retour à Lisbonne, sur l'Estrada Nacional nº 4, à la place de Cova do Lagarto, entre Montemor-o-Novo et Vendas Novas, le véhicule officiel a roulé à grande vitesse et s'est égaré, heurtant son côté droit dans un chêne-liège. Un accompagnant est mort sur le coup. Les autres passagers ont subi des blessures relativement mineures. Les blessures de Duarte Pacheco étaient sérieuses. Le ministre a été transporté à l'hôpital da Misericórdia de Setúbal. Dès qu'il fut informé, Salazar s'y rendit, accompagné d'un groupe de médecins réputés. Ils n'ont cependant rien pu faire, et à l'aube du 16 novembre, la mort de Duarte Pacheco a été confirmée, en raison d'une hémorragie interne.

## Réalisations architecturales

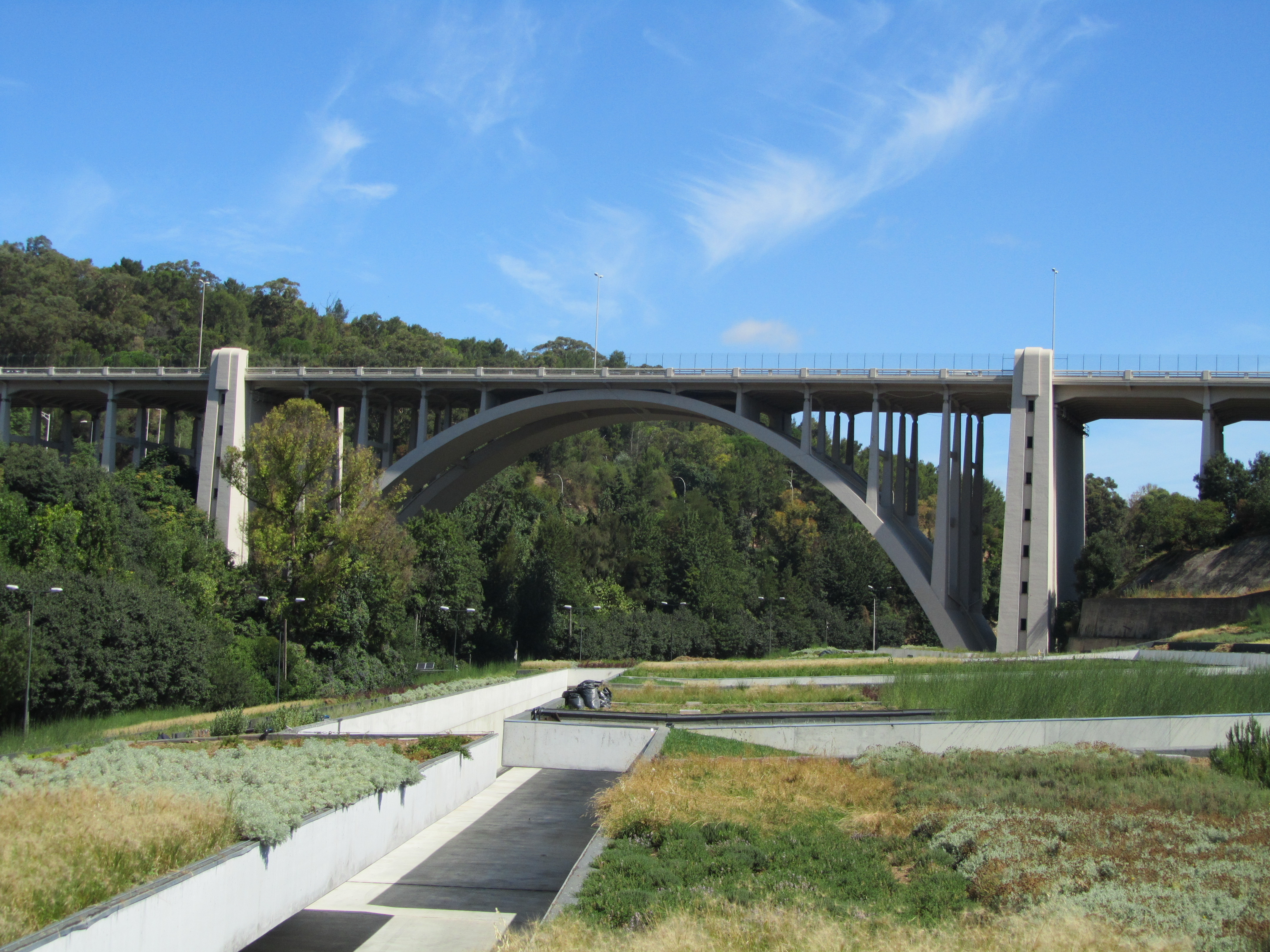
Viaduc Duarte Pacheco.

En 1933, l'ingénieur Duarte Pacheco, en sa qualité de ministre des Travaux publics et des Communications, entreprend une profonde modernisation des services postaux et de télécommunications dans tout le pays. La même année, il nomme un comité technique chargé d'étudier et d'élaborer un plan qui pourrait conduire à la construction d'un pont sur le Tage, reliant Lisbonne, à travers la région de Beato à Montijo. En 1934, il propose même la construction d'un pont rail-route, en conseil des ministres.
Il est l'auteur de projets pour les nouveaux quartiers sociaux d'Alvalade, Encarnação, Madredeus et Caselas, à Lisbonne. Il a conçu l'actuelle Avenida de Roma, à Lisbonne, telle qu'elle existe encore aujourd'hui, d'un point de vue immobilier.
Tout au long de sa carrière, que ce soit en tant que professeur ou homme d'État, Duarte Pacheco a promu et révolutionné le système routier au Portugal, en plus des nombreuses constructions de travaux publics qu'il a commandées, telles que Lisbonne - Cascais, l'Estádio Nacional et la Fonte Luminosa, à Lisbonne. Il a aussi créé le Parc forestier de Monsanto, et il a contribué à la construction de l'aéroport de la ville de Lisbonne. Il est aussi en grande partie responsable de l'organisation de Exposition du monde portugais, organisée en 1940 à Lisbonne, un événement singulier du XXe siècle qui influença à bien des égards le rythme culturel des décennies suivantes.

### Honneurs
- Grand-croix de l'ordre du Christ (Portugal) (1er juillet 1933).